# Telescope Array
Telescope Array (англ. «масив телескопів») — міжнародний проєкт за участю дослідницьких та освітніх установ Японії, США, Росії, Південної Кореї та Бельгії. Експеримент призначений для спостереження атмосферних злив, викликаних космічними променями надвисоких енергій з одночасним використанням методів наземної решітки та повітряної флуоресценції. Він розташований у висотній пустелі в окрузі Міллард, штат Юта, США, на висоті близько 1400 м над рівнем моря.

## Огляд

Ілюстрація масиву телескопів. Три флуоресцентні телескопи спостерігають за ультрафіолетовим світлом, що випромінюється атмосферною зливою, тоді як ряд поверхневих детекторів реєструє частинки, коли вони стикаються із землею.

Telescope Array — це гібридна детекторна система, що складається з масиву з 507 сцинтиляційних поверхневих детекторів, які вимірюють розподіл заряджених частинок на поверхні Землі, і трьох флуоресцентних станцій, які спостерігають за нічним небом над масивом поверхневих детекторів. Кожна флуоресцентна станція також має лідар для моніторингу атмосфери. Масив поверхневих детекторів дуже схожий на масив групи AGASA, але охоплює в дев'ять разів більшу площу. Гібридна установка проєкту Telescope Array дозволяє одночасно спостерігати як за поздовжнім розвитком, так і за поперечним розподілом повітряних злив. Коли космічне проміння проходить крізь земну атмосферу та викликає атмосферну зливу, флуоресцентні телескопи вимірюють сцинтиляційне світло, яке утворюється під час проходження зливи крізь газ атмосфери, тоді як масив сцинтиляторних поверхневих детекторів знімає відбиток зливи, коли вона досягає поверхні Землі.
У центрі наземного масиву розташована центральна лазерна установка, яка використовується для моніторингу атмосфери та калібрування.

## Поверхневі детектори

Сцинтиляторний поверхневий детектор із масиву телескопів

Поверхневі детектори, які складають наземний масив, активуються, коли через них проходять іонізуючі частинки з великої атмосферної зливи. Коли ці частинки проходять крізь пластиковий сцинтилятор у детекторі, вони породжують фотоелектрони, які потім збираються волокнами та надсилаються до фотопомножувача. Потім електронна система фільтрує результати, надаючи детекторам точність, порівнянну з експериментом AGASA.
Поверхневі детектори рівномірно розподілені по площі 762 км2 на відстані 1,2 км один від одного. Кожен поверхневий детектор має вагу в зібраному вигляді 250 кг і складається з джерела живлення, двох шарів сцинтиляційних детекторів та електроніки. Енергія генерується сонячною батареєю потужністю 120 Вт і зберігається в герметичному свинцево-кислотному акумуляторі. Система здатна працювати протягом тижня в повній темряві. Кожен шар сцинтиляційного детектора виготовлено з пластикового сцинтилятора товщиною 1,2 см і площею 3 м2. Фотопомножувальна трубка з'єднана зі сцинтилятором через 96 волокон.

## Станція флюоресцентного детектора, телескоп і камера
Telescope Array має три телескопічні станції флюоресцентного детектора. Як і в попередніх експериментах Fly's Eye і High Resolution Fly's Eye (HiRes), ці детектори працюють шляхом вимірювання флуоресцентного світла повітря, випромінюваного великою атмосферною зливою. Кожен телескоп флюоресцентного детектора складається з основного дзеркала (складається з 18 менших шестикутних дзеркальних сегментів) і камери. Камери складаються з 256 фотопомножувачів, які чутливі до ультрафіолетового світла, створюваного атмосферною зливою.
Станції розташовані трикутником на відстанях близько 35 км одна від одної, а Центральна лазерна установка знаходиться поблизу центра цього трикутника. Кожна з трьох станцій має 12–14 телескопів, що спостерігають на висотах в діапазоні 3°–33° над горизонтом. Ці три місця називаються Блек Рок Меса (Black Rock Mesa, BRM), Лонг Рідж (Long Ridge, LR) і Мідл Драм (Middle Drum, MD). Об'єднавши дані з трьох місць, можна визначити первинну енергію, напрямок надходження та точку максимального поздовжнього розвитку атмосферної зливи.

## Центр космічних променів
Центр космічних променів округу Міллард імені Лона і Мері Уотсонів був відкритий 20 березня 2006 року. Він розташований у місті Делта. Будівля служить штаб-квартирою та центром обробки даних для проєкту Telescope Array.
У 2011 році в Центрі космічних променів відкрили новий візит-центр, у якому представлено експозицію про історію дослідження космічних променів у Юті та про сам Telescope Array, розташований в пустелі на захід від Дельти. Центр також включає експозицію про сусідній табір інтернованих Топаз, де громадяни США японського походження були ув'язнені під час Другої світової війни.

## TALE
TALE (Telescope Array Low Energy) — це розширення Telescope Array в область низьких енергій. Він призначений для спостереження космічних променів з енергією від 3×1016 еВ до 1019 еВ. TALE додає 10 нових телескопів до обсерваторії Middle Drum (загалом 24 телескопи), розширюючи вертикальне поле зору таким чином, що тепер воно простягається від 3 до 59 градусів висоти. Це дозволяє станції бачити розвиток зливи, включаючи максимум злив для подій з відносно низькою енергією. Це критично важливо при спробі визначити тип падаючої частинки космічного випромінювання.
Проєкт TALE також має градуйований масив сцинтиляторних станцій, розташованих на відстані 400 і 600 метрів одна від одної, під'єднаний до основного масиву сцинтиляторів Telescope Array, де детектори знаходяться на відстані 1200 м один від одного. Ці станції вимірюють щільність заряджених частинок на поверхні Землі для подій з меншою енергією, що наближається до 3x1016 еВ.

## TARA
Проєкт Telescope Array RADAR (TARA) — це спроба подолати деякі проблеми, властиві сучасним методам виявлення космічних променів. Через сонце, місяць і погоду флуоресцентні телескопи зазвичай здатні спостерігати лише близько 10 % часу. Метою проєкту TARA є розробка бістатичної радарної системи виявлення, яка здатна підтримувати 24-годинний робочий цикл за незначну частину вартості звичайних систем виявлення.
У вересні 2012 року Фонд В. М. Кека виділив дослідникам з Університету Юти грант у розмірі 1 мільйон доларів на розробку бістатичної радарної системи. Ця система має бути побудована поряд з існуючим масивом телескопів і використовувати аналогові телевізійні передавачі та цифрові приймачі для спостереження за діапазоном, напрямком і силою космічних променів, щоб відстежити їх назад до точки походження. Після завершення цей новий об'єкт має отримати назву Радіолокаційна обсерваторія В. М. Кека.